# Benhus

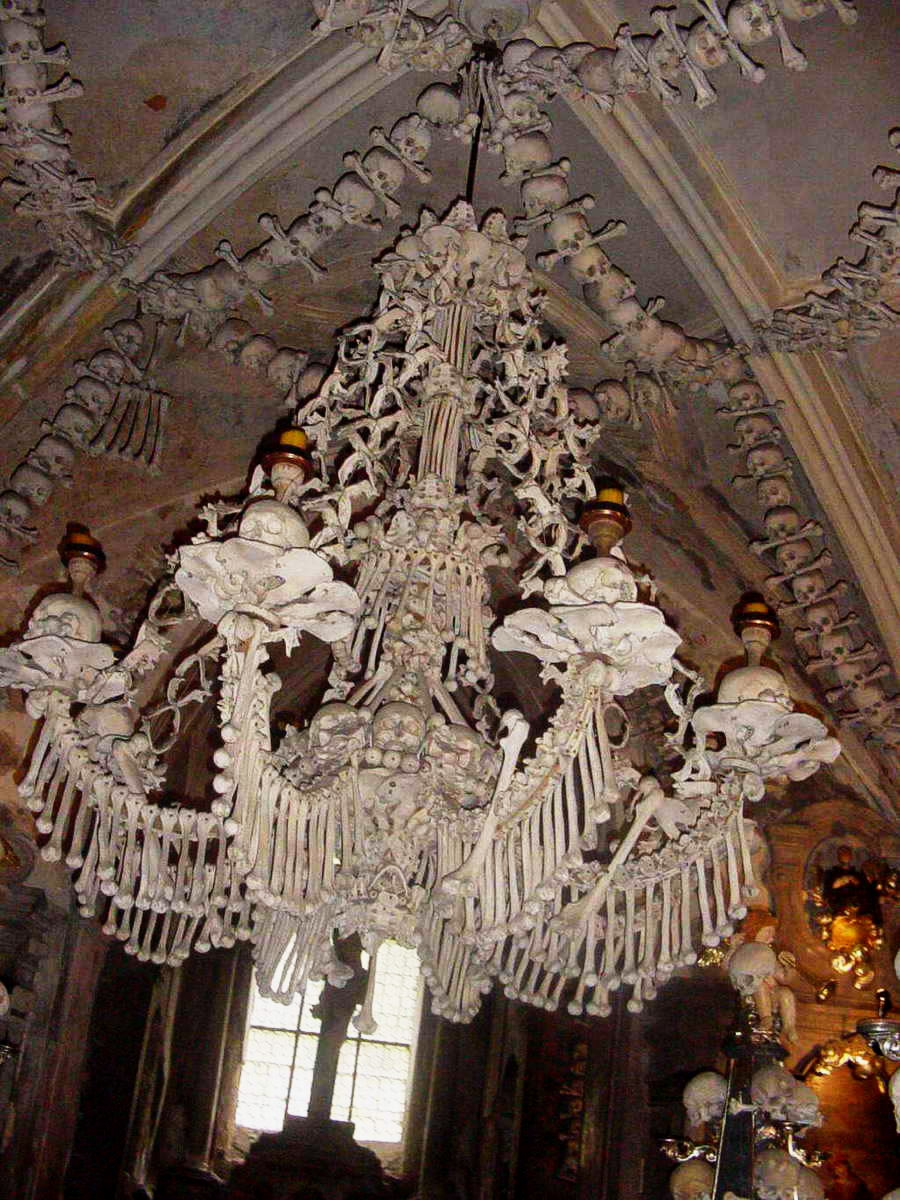
En ljuskrona i "Skelettkyrkan", Benhuset i Sedlec i Tjeckien, sammansatt av skelettdelar.

Ett benhus eller ossuarium (av latin os, "ben", "benknota") är en urna, sarkofag, brunn, rum eller separat byggnad, där benen efter en eller flera avlidna förvaras, oftast synligt. Kroppen efter de avlidna gravsätts först och efter en tid tas benen upp och flyttas till sin slutgiltiga plats; en anledning är platsbrist. Benen kan stuvas på ett effektivare sätt om de tas upp ur en kista och gravplatsen blir ledig. Även när man hittat ben från tidigare begravda när man grävt nya gravar har de ibland placerats i benhus istället för att läggas tillbaka. Ossuarier har använts i bland annat zoroastrism, judendomen och Romersk-katolska kyrkan.